# Tegalarum (Mranggen)
Tegalarum is een bestuurslaag in het regentschap Demak van de provincie Midden-Java, Indonesië. Tegalarum telt 4928 inwoners (volkstelling 2010).